# 시아 (피타텐)
시아(紫亜)는 《피타텐》에 등장하는 등장인물이다.

### 성우
C.V.：유카나 / 이지영

### 프로필
마계에서 온 견습 악마. 악마인데도 흰 옷을 입고 매우 상냥하다. 차분하고 조금 백치지만 신비적. 천사인 미샤와는 정반대의 성격을 소유하고 있다. 정중한 어조를 사용하고, 말버릇은 〈하우~.(はぅ～。)〉
악마의 힘이 꽤 약해져 있어서 이야기 초기에는 힘을 증폭하기 위한 지팡이를 가지고 있었지만, 미샤의 천사의 힘에 의해서 구슬이 부수어지고 미샤로부터 상반되는 천사의 생명의 힘을 받아서 더욱 약해진다.
그 후, 미샤의 방에서 동거를 하며 아야노코지 타카시의 친척이 경영하는 찻집 tricot에 웨이트리스 아르바이트를 시작한다.
과거에 마계의 사고에 휘말려 인간계에서 기억을 잃고, 쌀집 부부에게 주워지는데 잠꼬대로 본명의 〈시아(しあ)〉를 중얼거린 것에서〈시마(志摩)〉라고 이름이 지어진다. 그리고 코타로의 증조부가 되는 코타로와 사이가 좋아진다. 폭동으로 쌀집이 습격당해 행방이 묘해졌지만 수년 후에 예기로서 재회, 타로에게 이미 아카네라하는 정혼자가 있어서 첩이라도 좋다했지만 관동 대지진을 기회로 사랑의 도피를 하고 코타로(小太郎)와 시노라는 두 명의 아이를 가지게 된다. 즉 시아는 코타로(湖太郎)의 증조모이다.
몸이 약해져서 냐가 마계로 데려왔을 즈음에 인간계에서의 기억이 지워졌기 때문에 시마로서의 기억은 잃었지만, 타로와의 재회 약속의 기억은 완전하게 사라지지 않았고, 무엇을 찾고 싶은 것인지는 생각해 내지 못하고 그 무언가를 찾기 위해서 인간계를 방문했다.
원작에서는 상기대로 "물건을 찾기 위해" 인간계에 와서 코타로(湖太郎)의 생명을 빨아들이는 등 악마의 모습을 보이지만, 애니메이션 판에서는 앞의 설정은 전혀 없고 수업을 위해서 인간계에 와있는 견습 악마로 되었다. 물건을 띄우거나 하는 정도의 힘밖에 없다. 텔레포트는 가능하지만, 그저 수미터밖에 이동하지 못하고, 무리하게 장거리를 이동하면 빈혈로 쓰러져 버린다. 또 "견습 악마"인 것이 강조되어 있거나 백치가 강한 캐릭터가 되는 등, 원작과의 차이점이 많은 캐릭터이다.
요리나 청소 등 가사일에는 매우 자신있지만 읽고 쓰기를 거의 할 수 없다. 비상식적인 일면도 있어서 아르바이트를 찾을 때에 "밥 짓기 등 할 수 있습니다." 라고 쓰여진 간판을 들고 길거리에 서는 등 가끔 이상한 행동을 취한다.